# جون الكسندر كرايغ
جون الكسندر كرايغ هو سياسي كندي، ولد في 26 مارس 1880 في كندا، وتوفي في 20 نوفمبر 1968 في رينفرو في المملكة المتحدة. حزبياً، نشط في حزب أونتاريو المحافظ التقدمي. وقد انتخب عضو برلمان مقاطعة أونتاريو.